# Phebellia pheosiae
Phebellia pheosiae là một loài ruồi trong họ Tachinidae.